# 康乃尔 (1910年)
康乃尔（1910年—1980年），男，四川南充人，中华人民共和国政治人物，曾任四川大学校长，四川省人民委员会副省长。